# Gisela Rubbel
Gisela Rubbel (* 1. Juni 1929 in Görlitz; † 31. Juli 2015) war eine deutsche Schauspielerin.

## Leben
Giesela Rubbel ging nach ihrer Schulausbildung auf das Landeskonservatorium nach Erfurt. Am Landestheater Meiningen erhielt sie ihr erstes Engagement unter der Intendanz von Fritz Diez. Im Jahr 1953 ging sie nach Meißen, später nach Güstrow, Magdeburg, Potsdam und an die Volksbühne am Rosa-Luxemburg-Platz.
Für die DEFA und das Fernsehen der DDR übernahm sie mit ihrer Körpergröße von 1,90 m von Mitte der 1970er-Jahre bis zur Wende gelegentlich Nebenrollen.
Ende Juli 2015 starb Gisela Rubbel im Alter von 86 Jahren.

## Filmografie (Auswahl)
- 1975: Der goldene Elefant
- 1976: Der Staatsanwalt hat das Wort (TV-Reihe)
- 1980: Aber Doktor
- 1982: Das Fahrrad
- 1982: Familie Rechlin
- 1984: Koritke
- 1985: Die dritte Frau (Fernseh-Zweiteiler)
- 1985: Ferienheim Bergkristall: Ein Fall für Alois
- 1986: Schäferstündchen
- 1988: In einem Atem
- 1989: Polizeiruf 110: Katharina (TV-Reihe)